# Стадион Промонтор утца

Стадион ЗТЕ Арена је стадион у Будафоку, Мађарска.  Стадион се највише користи за клубски фудбал. Користе га ФК Будафок. Стадион прима 1.200 гледалаца, седење.

## Историја
Током деведесетих година двадесеток века Галов Реже и Визи Шандор су обезбедили средства и приватизују стадион.
Током 2010. стадион је био коришћен од стране ФК Ујпешта као домаћински стадион.
Током 2019. године стављен је кров изнад главне трибине.Према плану треба изградити и трибину за годтујуће навијаче. То је планирано да се заврши 2021. године.